# Arnaud Merlin
Arnaud Merlin, né à Tours le 9 septembre 1963, est un producteur de radio français.

## Biographie
Arnaud Merlin naît à Tours le 9 septembre 1963. Producteur de radio, il travaille depuis 1996 principalement pour France Musique, la chaîne musicale de service public de Radio France. Il a, pour cette station de radio, créé plusieurs émissions hebdomadaires qu'il anime. Il produit des émissions musicales, principalement sur le jazz et la musique contemporaine. Musicien et musicologue de formation (prix d'esthétique en 1985 et d'histoire de la musique en 1986 au Conservatoire national supérieur de musique de Paris, classe de Rémy Stricker, maîtrise de musicologie en 1985 à Paris-IV), il a longtemps travaillé dans la presse musicale, essentiellement au Monde de la musique et à Jazzman.
Membre de l'Académie Charles-Cros et de l'Académie du Jazz, administrateur de MFA (Musique Française d'Aujourd'hui) et de l'AJON (Orchestre National de Jazz), Arnaud Merlin est aussi le président du Centre régional du Jazz en Bourgogne-Franche-Comté. 
Il a signé, en collaboration avec Franck Bergerot, un ouvrage en deux volumes paru en 1991 chez Découvertes / Gallimard, L'Épopée du jazz, qui a été traduit en anglais, américain, italien, russe et coréen.

## Publications
- 1989 : Agenda du Jazz
- 1989 : Jazz de France
- 1991 : L'Épopée du jazz : Du blues au Bop (160 pages)  (Volume 1 ) - avec Franck Bergerot ∫ Collection « Découvertes Gallimard / Arts » (no 114) - Gallimard  (ISBN 2-07-053142-2)
- 1991 : L'Épopée du jazz : Au-delà du bop (160 pages)  (Volume 2 ) - avec Franck Bergerot ∫ Collection « Découvertes Gallimard / Arts » (no 115) - Gallimard  (ISBN 2-07-053143-0)

## Collaborations
Journaliste
- Jazz Hot
- Jazz à Paris
- Le Monde de la musique (supplément Jazz)
- Jazzman

Secrétaire de rédaction
- 1994 - 2002 : Cité Musiques (le journal de la Cité de la musique)

Animateur radio
- Depuis septembre 2016 : Le Portrait contemporain d'Arnaud Merlin, tous les mercredis de 23h à minuit, sur France Musique
- 2009-2016 : Les lundis de la contemporaine d'Arnaud Merlin, tous les lundis de 20h à 22h30, sur France Musique
- 2011-2014 : Le matin des musiciens Jazz d'Arnaud Merlin, tous les mardis de 11h à 12h30, sur France Musique
- 2012-2013-2014 : Le Magazine de l'Été de 18h à 19h sur France Musique, en public et en direct du Festival de Radio France et Montpellier Languedoc Roussillon.

## Activités de production pour la radiodiffusion publique
Pour France Musique depuis 1996
- Le Jazz de A à Z (1996-1997)
- Suivez le thème (1997-2002)
- Jazz Poursuite (2002-2004)
- Frais et dispos (2004-2005)
- Par ici les sorties ! (2005-2009)
- Les Lundis de la contemporaine (2009-2016)
- Le Matin des Musiciens Jazz (2011-2014)
- All That Jazz (2014-2015)
- On ne peut pas tout savoir (depuis 2015-2016)
- Le Concert du soir / Contemporain (depuis 2016)
- Le Portrait contemporain (depuis 2016)

## Récompenses professionnelles
- 2012 : Irmawards catégorie Jazz, lauréat Arnaud Merlin, pour son émission "Le matin des musiciens jazz" sur France Musique[3].